# 岡崎紗繪
岡崎紗繪（日语：／ Okazaki Sae，1995年11月2日—），日本女演員、模特兒。出身於日本愛知縣，所屬經紀公司為T-TRIBE，身高165公分。

## 經歷
2012年，參加了女性潮流雜誌《Seventeen》舉辦的「Miss Seventeen2012」模特兒甄選會，從6,515名報名者中脫穎而出，與廣瀨鈴、藤井Sachi、高堰麗一同獲得大獎，10月成為《Seventeen》的專屬模特兒。
2015年4月雜誌《Seventeen》畢業。同年7月首次演出電影《腦漿炸裂女孩》。
2016年5月成為女性雜誌《Ray》的專屬模特兒。

## 演出

### 電視劇
| 播出年份 | 播出日期           | 集數           | 戲劇名稱                             | 首播頻道               | 角色         | 備註   |
| -------- | ------------------ | -------------- | ------------------------------------ | ---------------------- | ------------ | ------ |
| 2015年   | 10月20日－12月15日 | 全劇           | 警報 刑警×女友×完全惡女              | 富士電視台             | 雨宮光       | [ 6 ]  |
| 2016年   | 7月11日－9月15日   | 全劇           | 仰望師恩                             | TBS                    | 草刈涼子     | [ 7 ]  |
| 2017年   | 1月12日－3月16日   | 全劇           | 被討厭的勇氣                         | 富士電視台             | 村上由稀菜   | [ 8 ]  |
| 2017年   | 4月13日－6月15日   | 全劇           | 外貌協會100%                         | 富士電視台             | 森村美優     |        |
| 2017年   | 7月18日－9月19日   | 全劇           | 我們做了個炸彈                       | 關西電視台             | 三浦由佳     | [ 9 ]  |
| 2017年   | 12月4日－25日      | 全劇           | 咲-Saki-阿知賀編 episode of side-A   | MBS                    | 鶴田姫子     | [ 10 ] |
| 2018年   | 4月22日－6月24日   | 全劇           | 黑色止血鉗                           | TBS                    | 島津塔子     | [ 11 ] |
| 2018年   | 11月10日           | 單集           | 世界奇妙物語18秋季特別篇「聖誕怪物」 | 富士電視台             | 柴田美晴     | [ 12 ] |
| 2019年   | 1月7日－3月18日    | 全劇           | 追緝線索~科搜研之男~                 | 富士電視台             | 水澤英理     | [ 13 ] |
| 2019年   | 4月16－6月25日     | 全劇           | 完美世界                             | 富士電視台             | 川奈詩織（川奈しおり） | [ 14 ] |
| 2019年   | 10月24日－12月13日 | 全劇           | 猪又進和8位喪女～我的第一個請求～    | 關西電視台             |              | [ 15 ] |
| 2020年   | 1月9日－3月19日    | 全劇           | alive 癌症專門醫的病歷表             | 富士電視台             | 夏樹奈海     | [ 16 ] |
| 2021年   | 1月2日・1月3日     | 第一夜・第二夜 | 教場2                                | 富士電視台             | 伊佐木陶子   | [ 17 ] |
| 2021年   | 6月21日 - 9月13日  | 全劇           | Night Doctor                         | 富士電視台             | 高岡幸保     |        |
| 2022年   | 1月17日－3月21日   | 全劇           | Dr. White                            | 關西電視台             | 狩岡晴汝     |        |
| 2022年   | 4月8日－6月24日    | 全劇           | 花嫁未滿ESCAPE                       | TX                     | 柏崎ゆう     |        |
| 2022年   | 6月26日－9月4日    | 全劇           | OLD ROOKIE                           | TBS                    | 真崎かほり   |        |
| 2023年   | 1月7日－1月28日    | 全劇           | 花嫁未滿ESCAPE 完結編                | TX                     | 柏崎ゆう     |        |
| 2023年   | 4月13日－6月8日    | 全劇           | 刑警與檢察官，有時是法官。           | 朝日電視台             | 原口奈々美   |        |
| 2023年   | 7月31日－8月14日   | 第3話－第5話   | 轉職魔王                             | 關西電視台・富士電視台 | 劍崎莉子     | [ 18 ] |
| 2024年   | 4月1日             | 全劇           | GTO Revival                          | 關西電視台・富士電視台 | 綾原美結     |        |
| 2024年   | 7月8日－9月16日    | 全劇           | Mountain Doctor                      | 關西電視台・富士電視台 | 村松典子     | [ 19 ] |
| 2024年   | 10月8日－12月10日  | 全劇           | 好想把那個人渣狠揍一頓               | TBS                    |              | [ 20 ] |
| 2025年   | 4月12日－6月14日   | 全劇           | 為什麼是我來神說教                   | 日本電視台             | 林聖羅       | [ 21 ] |

### 電影
| 上映年份 | 上映日期 | 電影名稱                           | 角色       | 備註   |
| -------- | -------- | ---------------------------------- | ---------- | ------ |
| 2015年   | 7月25日  | 腦漿炸裂女孩                       |            | [ 4 ]  |
| 2017年   | 4月15日  | ReLIFE 重返17歲                    | 小野屋杏   |        |
| 2018年   | 1月20日  | 咲-Saki-阿知賀編 episode of side-A | 鶴田姫子   | [ 10 ] |
| 2018年   | 2月1日   | 不能犯                             | 前川夏海   | [ 22 ] |
| 2019年   | 12月6日  | 午夜0時的吻                        | 磯山光     | [ 23 ] |
| 2020年   | 1月17日  | mellow                             | 木帆       | [ 24 ] |
| 2021     | 6月11日  | 無名的日子                         | 稻葉奈奈   |        |
| 2021     | 11月5日  | 東雲色的週末                       |            | [ 25 ] |
| 2023     | 9月1日   | 綠色嗚囔聲                         | 本橋菜穂子 | [ 26 ] |
| 2024     | 10月11日 | 開始日                             | 望月       | [ 27 ] |
| 2024     | 10月11日 | BISHU                              | 神谷布美   | [ 28 ] |
| 2025     | 9月12日  | 迷宮裡的魔術師                     |            | [ 29 ] |

### 活動
- 東京女孩展演 （TGC）
  - 2016A/W（2016年9月3日）[30]
  - 2017S/S（2017年3月25日）[31]
  - 2017A/W（2017年9月2日）[32]
  - TGC廣島（2017年12月9日）[33]
  - 2018S/S（2018年3月31日）[34]
  - TGC富山（2018年7月21日）
  - 2018A/W（2018年9月1日）[35]
  - TGC靜岡（2019年1月12日）
- 超十代（日语：超十代）（2017年3月28日）[36]
- Girls Award
  - 2018S/S（2018年5月19日）
  - 2018A/W（2018年9月16日）[37]

## 書籍

### 雜誌
- seventeen（2012年10月號－ 2015年4月號，集英社） - 專屬模特兒[2]
- Ray（2016年5月號－，主婦之友社） - 專屬模特兒[5]

## 外部連結
- 經紀公司個人介紹頁 （页面存档备份，存于）（日語）
- 岡崎紗繪LINE BIOG （页面存档备份，存于）（日語）
- 岡崎紗繪Ameba BIOG （页面存档备份，存于）（日語）
- 岡崎紗繪的Instagram帳戶（日語）